# Wednesday 13
Wednesday 13 – zespół grający horror punk, pochodzący z Karoliny Północnej. Wokalistą jest Joseph Poole, znany lepiej jako Wednesday 13.

## Skład zespołu
- Joseph Poole – śpiew, gitara prowadząca
- Nate Manor – gitara basowa
- J-sin Trioxin – gitara
- Jonny Chops – perkusja

Byli członkowie:
- Kid Kid
- Matt Montgomery
- Ghastly
- Eric Griffin
- Racci Shay
- Acey Slade

## Dyskografia
- Transylvania 90210: Songs of Death, Dying, and the Dead (2005)
- Fang Bang (2006)
- Skeletons (2008)
- Bloodwork (2008)
- Fuck It, We'll Do It Live (2008)
- Frankenstein Drag Queens - 6 years, 6 feet under the influence (2010)
- Calling All Corpses (2011)
- The Dixie Dead (2013)
- Condolences (2017)
- Necrophaze (2019)
- Horrifier (2022)[1]

### Kompilacje
- From Here To The Hearse (2010)

## Teledyski
- I Walked With A Zombie (2005)
- Bad Things (2005)
- My Home Sweet Homicide (2006)
- I Walked With A Zombie (2010)
- What the Night Brings (2017)
- Blood Sick (2017)
- Cruel To You (2017)
- Condolences (2017)
- Cadaverous (2017)